# Samois-sur-Seine
Samois-sur-Seine és un municipi francès, situat al departament de Sena i Marne i a la regió de Illa de França. L'any 2007 tenia 2.062 habitants.
Forma part del cantó de Fontainebleau, del districte de Fontainebleau i de la Comunitat d'aglomeració del Pays de Fontainebleau.

## Demografia

### Població
El 2007 la població de fet de Samois-sur-Seine era de 2.062 persones. Hi havia 792 famílies, de les quals 222 eren unipersonals (78 homes vivint sols i 144 dones vivint soles), 230 parelles sense fills, 254 parelles amb fills i 86 famílies monoparentals amb fills.
La població ha evolucionat segons el següent gràfic:
Habitants censats

### Habitatges
El 2007 hi havia 1.012 habitatges, 803 eren l'habitatge principal de la família, 138 eren segones residències i 71 estaven desocupats. 912 eren cases i 95 eren apartaments. Dels 803 habitatges principals, 591 estaven ocupats pels seus propietaris, 177 estaven llogats i ocupats pels llogaters i 35 estaven cedits a títol gratuït; 20 tenien una cambra, 64 en tenien dues, 118 en tenien tres, 157 en tenien quatre i 444 en tenien cinc o més. 512 habitatges disposaven pel capbaix d'una plaça de pàrquing. A 345 habitatges hi havia un automòbil i a 392 n'hi havia dos o més.

### Piràmide de població
La piràmide de població per edats i sexe el 2009 era:
| Homes | Edats   | Dones |
| ----- | ------- | ----- |
| 4     | 95 o +  | 8     |
| 0     | 90 a 94 | 20    |
| 16    | 85 a 89 | 56    |
| 12    | 80 a 84 | 16    |
| 20    | 75 a 79 | 16    |
| 40    | 70 a 74 | 28    |
| 44    | 65 a 69 | 48    |
| 52    | 60 a 64 | 60    |
| 44    | 55 a 59 | 60    |
| 104   | 50 a 54 | 88    |
| 108   | 45 a 49 | 112   |
| 72    | 40 a 44 | 92    |
| 108   | 35 a 39 | 96    |
| 72    | 30 a 34 | 60    |
| 40    | 25 a 29 | 68    |
| 36    | 20 a 24 | 36    |
| 88    | 15 a 19 | 88    |
| 120   | 10 a 14 | 80    |
| 92    | 5 a 9   | 76    |
| 44    | 0 a 4   | 52    |

## Economia
El 2007 la població en edat de treballar era de 1.318 persones, 925 eren actives i 393 eren inactives. De les 925 persones actives 859 estaven ocupades (447 homes i 412 dones) i 66 estaven aturades (29 homes i 37 dones). De les 393 persones inactives 110 estaven jubilades, 186 estaven estudiant i 97 estaven classificades com a «altres inactius».

### Ingressos
El 2009 a Samois-sur-Seine hi havia 853 unitats fiscals que integraven 2.137 persones, la mediana anual d'ingressos fiscals per persona era de 28.512 €.

### Activitats econòmiques
Dels 129 establiments que hi havia el 2007, 1 era d'una empresa extractiva, 1 d'una empresa alimentària, 2 d'empreses de fabricació d'altres productes industrials, 14 d'empreses de construcció, 24 d'empreses de comerç i reparació d'automòbils, 4 d'empreses de transport, 8 d'empreses d'hostatgeria i restauració, 8 d'empreses d'informació i comunicació, 3 d'empreses financeres, 10 d'empreses immobiliàries, 31 d'empreses de serveis, 17 d'entitats de l'administració pública i 6 d'empreses classificades com a «altres activitats de serveis».
Dels 22 establiments de servei als particulars que hi havia el 2009, 1 era una oficina de correu, 1 paleta, 3 guixaires pintors, 1 fusteria, 1 lampisteria, 3 electricistes, 1 empresa de construcció, 1 perruqueria, 5 restaurants i 5 agències immobiliàries.
Dels 3 establiments comercials que hi havia el 2009, 1 era una botiga de més de 120 m², 1 una botiga de menys de 120 m² i 1 una botiga de roba.
L'any 2000 a Samois-sur-Seine hi havia 3 explotacions agrícoles.

## Equipaments sanitaris i escolars
L'únic equipament sanitari que hi havia el 2009 era una farmàcia.
El 2009 hi havia 1 escola maternal i 1 escola elemental.

## Poblacions més properes
El següent diagrama mostra les poblacions més properes.